# 아사노 다쿠마
아사노 타쿠마(일본어: 浅野 拓磨, 1994년 11월 10일 ~ )는 일본의 축구 선수로, 현재 VfL 보훔에서 공격수로 활약하고 있다.

## 구단 경력
그는 2013년 J1리그의 산프레체 히로시마에 입단했다. 2016년까지 60경기에 출전하여, 13득점을 넣었다. 2016년부터 2019년까지 VfB 슈투트가르트와 하노버 96에서 뛰었다. 2019년 FK 파르티잔로 이적했다. 2021년까지 56경기에 출전하여, 22득점을 넣었다. 2021년 VfL 보훔로 이적했다.

## 국가대표팀 경력
그는 2013년 AFC U-22 축구 선수권 대회에 출전했다.
2015년 EAFF 동아시안컵에 참가할 일본 국가대표팀에 발탁되었으며, 8월 2일 조선민주주의인민공화국와의 경기에서 데뷔했다. 
2016년 AFC U-23 축구 선수권 대회에 참가할 일본 U-23 국가대표팀에 발탁되었다. 대한민국와의 결승전에서는 후반 2득점을 넣어서 3-2로 역전승, 일본이 우승을 달성하는데 크게 기여하였다. 2016년 하계 올림픽에도 출전, 3경기에 출전, 2득점을 넣었다..
2022년 FIFA 월드컵 조별리그 1차전에서 독일의 안토니오 뤼디거에게 조롱을 당했으나 이를 역전골로 복수했으며 그 결과 일본이 독일을 이겼으며 독일은 일본에게 패한 이 경기가 원인이 되어 지난 대회에 이어 2번 연속 조별리그에서 탈락했다.

## 통계
| 일본 | 일본 | 일본 |
| 연도 | 출전 | 득점 |
| ---- | ---- | ---- |
| 2015 | 3    | 0    |
| 2016 | 7    | 2    |
| 2017 | 7    | 1    |
| 2018 | 1    | 0    |
| 2019 | 2    | 1    |
| 2020 | 2    | 0    |
| 2021 | 10   | 2    |
| 2022 | 9    | 2    |
| 2023 | 7    | 1    |
| 2024 | 5    | 0    |
| 통산 | 53   | 9    |